# Делгай (Нью-Йорк)
Делгай (англ. Delhi) — місто (англ. town) в США, в окрузі Делавер штату Нью-Йорк. Населення — 4795 осіб (2020).

## Демографія
Згідно з переписом 2010 року, у місті мешкало 5117 осіб у 1545 домогосподарствах у складі 868 родин. Було 1870 помешкань
Расовий склад населення:
| - 89,4 % — білих - 5,3 % — чорних або афроамериканців - 1,5 % — азіатів - 0,2 % — корінних американців - 1,6 % — осіб інших рас |

До двох чи більше рас належало 1,8 %. Частка іспаномовних становила 5,0 % від усіх жителів.
За віковим діапазоном населення розподілялося таким чином: 12,3 % — особи молодші 18 років, 71,9 % — особи у віці 18—64 років, 15,8 % — особи у віці 65 років та старші. Медіана віку мешканця становила 26,4 року. На 100 осіб жіночої статі у місті припадало 109,8 чоловіків;  на 100 жінок у віці від 18 років та старших — 111,5 чоловіків також старших 18 років.
Середній дохід на одне домашнє господарство  становив 74 813 долари США (медіана — 51 269), а середній дохід на одну сім'ю — 101 743 долари (медіана — 80 795). Медіана доходів становила 49 297 доларів для чоловіків та 36 627 доларів для жінок. За межею бідності перебувало 15,4 % осіб, у тому числі 18,2 % дітей у віці до 18 років та 4,9 % осіб у віці 65 років та старших.
Цивільне працевлаштоване населення становило 1941 особа. Основні галузі зайнятості: освіта, охорона здоров'я та соціальна допомога — 32,6 %, роздрібна торгівля — 12,0 %, виробництво — 10,4 %.